# Marcela Lagarde

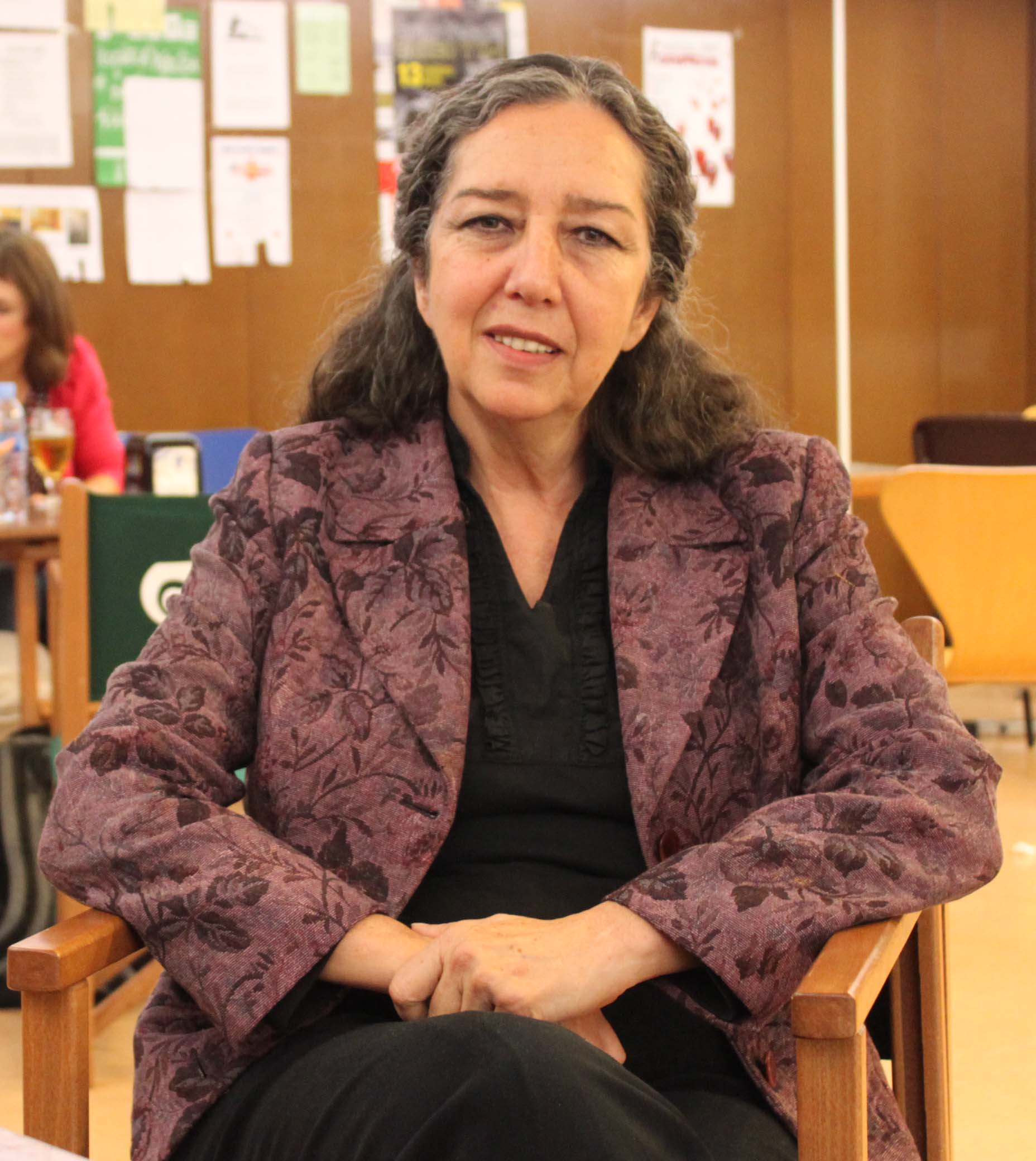
Marcela Lagarde, 2012

María Marcela Lagarde y de los Ríos (geboren 30. Dezember 1948 in Mexiko-Stadt) ist eine mexikanische Akademikerin, Autorin, Forscherin, Anthropologin, feministische Aktivistin und Politikerin, die der Partei der Demokratischen Revolution angehört. Sie prägte den Begriff „Feminicidio“ als Verbrechen des Staats, der die  Sicherheit von Frauen im öffentlichen und im privaten Raum nicht sicherstellt. Von 2003 bis 2006 war sie Abgeordnete des mexikanischen Kongresses.

## Leben
Marcela Lagarde studierte Ethnologie (Bachelor-Abschluss) und Anthropologie (Master) und promovierte dann in Anthropologie an der Nationalen Autonomen Universität von Mexiko (UNAM). Ihre Dissertation Los cautiverios de las mujeres (Die Gefangenschaft der Frauen) wurde 1989 als beste Doktorarbeit der Philosophischen Fakultät ausgezeichnet. In dieser Zeit beteiligte sie sich an den Studentenprotesten, die vor und während der Olympischen Sommerspiele 1968 stattfanden. Seit 1975 ist sie Professorin für feministische Studien an der Nationalen Autonomen Universität von Mexiko. Sie ist Präsidentin des Red de Investigadoras por la Vida y la Libertad de las Mujeres (Netzwerk von Forscherinnen und Forschern für das Leben und die Freiheit der Frauen) und Koordinatorin der Cassandra-Workshops für feministische anthropologische Studien.
Seit 1972 engagierte sie sich für links-orientierte Politik,  zunächst bis 1981 als Mitglied der Kommunistischen Partei Mexikos (PCM). Dann wandte sie sich bis 1987 der Vereinigten Sozialistischen Partei Mexikos (PSUM) und von 1987 bis 1989 der Sozialistischen Mexikanischen Partei (PMS) zu, bevor sie sich 1989 der Partei der Demokratischen Revolution (PRD) anschloss. 2003 wurde sie über die Parteiliste in das Abgeordnetenhaus gewählt. Ein Schwerpunkt ihrer Amtszeit, die 2006 endete, waren die Sonderermittlungen im Zusammenhang mit Frauenmorden und die damit verbundene Strafverfolgung. Zu dieser Zeit war die Amtsperiode der Abgeordneten auf eine Legislaturperiode beschränkt.
2016 wurde sie in die verfassungsgebende Versammlung für die politische Verfassung von Mexiko-Stadt gewählt. Sie war Präsidentin der Kommission für die Charta der Rechte.

## Schaffen

### Femizid
Lagarde gilt als die erste Person, die den Begriff „Femizid“ in Lateinamerika bekannt machte. Die US-amerikanische Soziologin Diana R. Russell hatte den Begriff gemeinsam mit anderen in mehreren Büchern in den 1990er Jahren eingeführt. Sie definierte ihn als „Tötung von Frauen durch Männer, weil sie Frauen sind“ (im Original „the killing of females by males because they are female“). Ende der 1990er und Anfang der 2000er Jahre veröffentlichten mehrere lateinamerikanische Wissenschaftlerinnen und Aktivistinnen Berichte und Artikel, die den Femizid in Lateinamerika – insbesondere die  Frauenmorde von Ciudad Juárez – anprangerten. Dabei übersetzten sie den englischen Begriff Femicide mal mit Femicidio – was die direkte Übertragung wäre –, mal mit Feminicidio. Marcela Lagarde gab Feminicidio den Vorzug, weil Femicidio Homicidio (Mord) entspreche und einfach die Ermordung einer Frau bedeute.
2004 organisierte die mexikanische Kampagne gegen die Frauenmorde ein Tribunal zur Aufklärung über die Missachtung der Menschenrechte von Frauen in Chihuahua. Bei dem Tribunal stellte Lagarde – Diana Russells Femizid-Konzept abwandelnd – Feminicidio als ein Staatsverbrechen dar. Der Staat beschütze Frauen nicht und schaffe keine Bedingungen, um die Sicherheit von Frauen im öffentlichen und im privaten Raum sicherzustellen. Dies sei besonders gravierend, wenn der Staat seiner Pflicht nicht nachkäme, die Achtung der Gesetze zu gewährleisten. Die Aktivistengruppen in Mexiko und später in ganz Lateinamerika griffen diese neue Konzeption von Feminicidio auf und verwendeten es als Rahmen für ihre Kampagne, in der sie das Versagen des mexikanischen Staates anprangerten. Ihr Ziel war den Staat im eigenen Land und international zu beschämen und unter Druck zu setzen.
Im Jahr 2003 richtete die mexikanische Abgeordnetenkammer eine Sonderkommission zu Frauenmorden ein. Lagarde übernahm den Vorsitz der Kommission und leitete die Untersuchungen zur Gewalt gegen Frauen in Mexiko. Nach dreijähriger Arbeit legte die Kommission 2006 dem Parlament den 14 Bände umfassenden Untersuchungsbericht vor, der den Begriff Feminicidio als Hinweis auf die Verantwortung des Staates akzeptierte.
Lagarde war maßgeblich an der Formulierung des 2007 verabschiedeten „Allgemeinen Gesetzes über den Zugang von Frauen zu einem gewaltfreien Leben“ beteiligt. Im Jahr 2009 fällte der Interamerikanische Gerichtshof für Menschenrechte ein Urteil gegen Mexiko, in dem er das Versäumnis verurteilte, Hunderte von Frauen in Ciudad Juarez, die ermordet worden waren, nicht geschützt zu haben. Der Gerichtshof erkannte an, dass die Morde geschlechtsspezifisch waren, auch wenn der Begriff Femizid nicht verwendet wurde, und schuf damit einen Präzedenzfall.

### Romantische Liebe
In vielen ihrer Texte sagt Marcela Lagarde, dass sich Frauen heute wie mittelalterliche Kreaturen verhalten, die sich nach einer romantischen Liebe sehnen, die nicht zu finden ist, und die ihre Selbstachtung nicht kritisch reflektieren. Dies untergrabe und schwäche sie, da niemand mit diesen Gefühlen sein eigenes Potenzial entwickeln könne. Lagarde beschreibt den Mythos der romantischen Liebe als Gefangenschaft der Frauen. Die Verschmelzung der gesellschaftlich zugewiesenen Rollen von Mutter und Ehefrau mache die Frauen zu ewigen Versorgern.
Sie stellt fest, dass die größte Perversion der patriarchalen Kultur darin besteht, den Frauen die Selbstliebe zu verbieten und ihnen aufzuerlegen, soziale Wesen zu sein, die im Dienste der Liebe und Fürsorge für andere verfügbar sind. Lagarde fragt, wie Frauen jemand anderen lieben könnten, wenn sie sich selbst nicht lieben. Daher sei es von entscheidender Bedeutung, dass Frauen ihre Subjektivität, Individualität und ihre Selbstentfaltung als Frauen entwickeln, die nicht von anderen (Männern) „bewohnt“ oder „kolonisiert“ werden. Wenn Frauen ihre Liebe ausschließlich auf andere ausrichten, dann würde der andere wichtiger als sie selbst. Der andere „bewohne“ dann ihren Körper und damit ihre Subjektivität. Frauen hörten auf, wahre Frauen zu sein und lebten für den anderen. Die Frau erwarte von sich selbst wie auch von anderen, sich selbst aufzugeben und sich in emotionale Abhängigkeit von anderen zu begeben.

## Auszeichnungen
- 1989 Premio Maus für die als beste Doktorarbeit der Philosophischen Fakultät der Nationalen Autonomen Universität von Mexiko[3]
- 2005 Medalla al Mérito Universitario der Nationalen Autonomen Universität von Mexiko für ihre Lehrtätigkeit[3]
- Medalla de la República de Guatemala[3]
- 2010 Medalla al Mérito Ciudadano der Asamblea Legislativa del Distrito Federal (Parlament des Bundesdistrikts) in „Anerkennung ihrer umfassenden akademischen Karriere, die die Grenzen unseres Landes überschritten hat, und ihrer herausragenden Arbeit für die Gleichstellung der Geschlechter“.[3]
- 2019 Ehrendoktor der Universidad de Colima[21]
- 2021 Medalla Sor Juana Inés de la Cruz der mexikanischen Abgeordnetenkammer Mexiko[22]

## Veröffentlichungen (Auswahl)
- Los cautiverios de las mujeres: madresposas, monjas, putas, presas y locas (Die Gefangenschaft der Frauen: Mutterfrauen, Nonnen, Huren, Gefangene und Verrückte), 1990 (2011 erneut aufgelegt).
- Género y feminismo: desarrollo humano y democracia (Geschlecht und Feminismus. Menschliche Entwicklung und Demokratie), 1996.
- Claves feministas para el poderío y la autonomía de las mujeres  (Feministische Schlüssel für die Ermächtigung und Autonomie der Frauen), 1998.
- Una mirada feminista en el umbral del milenio (Eine feministische Sichtweise an der Schwelle des Jahrtausends), 1999.
- Claves feministas para liderazgos entrañables  (Feministische Schlüssel zu liebenswerten Führungspersönlichkeiten), 2000.
- Claves feministas para la autoestima de las mujeres (Feministische Schlüssel zum Selbstwertgefühl von Frauen), 2001.
- El feminismo en mi vida. Hitos, claves y topías (Feminismus in meinem Leben. Meilensteine, Schlüssel und Topias), 2012. (Digitalisat)